# 精子死滅症
精子死滅症（Necrozoospermia，Necrospermia）とは、精液中の生存精子の割合が低く、非常に高い割合で死滅精子が存在する状態を指す。精子が生存しているが運動性が低い精子無力症とは区別される。精子死滅症の検査では、不動精子の割合が高いサンプルを染色して、精子の生死をチェックする。死んだ精子であれば、細胞膜が機能せず染料が細胞内に侵入するため、染色される。精子死滅症は稀な疾患で、男性不妊症のうち0.2～0.48％と報告されている。